# Liste der Filmfestivals in Finnland
Die Liste beinhaltet die Namen der Filmfestivals, die in Finnland stattfinden. Zudem werden genannt: die Jahreszahl der jeweiligen ersten Festival-Ausgabe, der Ort (die Stadt), in dem sich die jeweilige(n) Festival-Spielstätte(n) befinden, sowie die inhaltliche Spezialisierung des jeweiligen Festivals. Hierbei wird die Bezeichnung international verwendet, wenn es hinsichtlich der Produktionsländer der Filme keine geographische Einschränkung gibt. Die Liste ist aufsteigend nach Gründungsjahren geordnet, ein Farbwechsel in den Reihen markiert einen Wechsel im Jahrzehnt des Gründungsdatums.  
| seit | Name des Filmfestivals                                          | Ort         | Ausrichtung |
| ---- | --------------------------------------------------------------- | ----------- | --- |
| 1970 | Tampere International Short Film Festival                       | Tampere     | Kurzfilme, international |
| 1981 | Foxdays                                                         | Helsinki    | Kurzfilme, Dokumentarfilme, national |
| 1982 | Oulu International Children’s Film Festival                     | Oulu        | Kinderfilme, international |
| 1986 | Midnight Sun Film Festival                                      | Sodankylä   | international |
| 1987 | Helsinki International Film Festival – Love & Anarchy           | Helsinki    | junges europäisches Kino, modernes asiatisches Kino, amerikanische Independentfilme, zeitgenössisches Weltkino, schwul-lesbische Selektion, Fantasyfilme, Dokumentarfilme, Animationsfilme |
| 1990 | Espoo Ciné International Film Festival                          | Espoo       | zeitgenössisches europäisches Kino, Kinderfilme, Jugendfilme, Dokumentarfilme, schwule Filme, Fantasyfilme                                                                                 |
| 1991 | Vinokino Lesbian and Gay Film Festival                          | Turku u. a. | lesbische und schwule Spiel-, Dokumentar- und Kurzfilme |
| 1994 | Blue Sea Festival                                               | Rauma       | international |
| 1994 | Oulu Music Video Festival                                       | Oulu        | Musikvideos, national |
| 1997 | KynnisKino                                                      | Helsinki    | Filme von und mit Behinderten |
| 2000 | Animatricks                                                     | Helsinki    | Animationsfilme aus Finnland und einem Gastland |
| 2000 | Avanto Festival                                                 | Helsinki    | internationale Experimentalfilme |
| 2000 | Clone                                                           | Hämeenlinna | digitales Kino |
| 2000 | Forssa Silent Movie Festival                                    | Forssa      | historische Stummfilme mit Live-Musik |
| 2000 | viscult - International Festival of Visual Culture              | Joensuu     | ethnografische Dokumentarfilme |
| 2001 | Tough Eye International Turku Animated Film Festival (bis 2004) | Turku       | Animationsfilme, international |
| 2002 | Artichoke – Helsinki Woman Film Festival                        | Helsinki    | Filme von Frauen, international |
| 2002 | DocPoint - Helsinki Documentary Film Festival                   | Helsinki    | Dokumentarfilme, international |
| 2002 | Illumenation                                                    | Helsinki    | Studentenfilme, international |
| 2002 | Wildlife Vaasa Festival                                         | Vaasa       | Naturfilme, international |
| 2005 | Cartes Flux                                                     | Espoo       | Kurzfilme, international |